# Abraham Zebi Idelsohn
Abraham Zebi Idelsohn, hebr. ‏אַבְרָהָם צְבִי אידלסון‎ (ur. 13 lipca 1882 w Feliksbergu koło Lipawy, zm. 14 sierpnia 1938 w Johannesburgu) – żydowski etnomuzykolog.

## Życiorys
Początkowo był kantorem w synagodze w Lipawie. Następnie podjął studia muzyczne w Królewcu, Berlinie i Lipsku, do grona jego nauczycieli należeli Salomon Jadassohn (harmonia), Stephan Krehl (kontrapunkt), Heinrich Zöllner (kompozycja) oraz Hermann Kretzschmar (teoria). Od 1903 do 1905 roku pełnił funkcję kantora synagogi w Ratyzbonie. W latach 1906–1921 przebywał w Jerozolimie, gdzie w 1910 roku założył instytut muzyki hebrajskiej, a 1919 roku żydowską szkołę muzyczną. W 1924 roku podjął posadę wykładowcy na Hebrew Union College w Cincinnati, z której musiał zrezygnować w 1934 roku w związku z udarem mózgu.
Zajmował się badaniami nad ludową i liturgiczną muzyką żydowską, opisał śpiewy Żydów zamieszkałych w Iraku, Persji, Bucharze, Afganistanie, Dagestanie, Kurdystanie, Turcji, Egipcie, Tunezji, Algierii i Maroku. Sformułował tezę o pochodzeniu muzyki bizantyjskiej i chorału gregoriańskiego ze starożytnej żydowskiej muzyki religijnej. Sklasyfikował pieśni według grup motywicznych, formuł melodycznych i skal. Jako jeden z pierwszych etnomuzykologów rejestrował nagrania przy pomocy fonografu.
Wydał zbiory muzyki żydowskiej Tzelilé ha-Aretz (Berlin 1922) i Jewish Song Book for the Synagogue, Home and School (Cincinnati 1928). Skomponował m.in. dramat muzyczny Jephtah (1922), pieśni oraz utwory liturgiczne.

## Ważniejsze prace
(na podstawie materiałów źródłowych)
- Hebräisch-Orientalischer Melodienschatz (10 tomów, Lipsk 1914–1932)
- Phonographierte Gesänge und Aussprachsproben des Hebräischen der jemenitischen, persischen und syrischen Juden (Wiedeń 1917)
- Manual of Musical Illustations on Jewish Music (Cincinnati 1926)
- The Ceremonies of Judaism (Cincinnati 1929)
- Jewish Music in its Historical Development (Nowy Jork 1929)
- Jewish Liturgy and Its Development (Nowy Jork 1932)